# Oh, Susanne!
Oh, Susanne! ist ein 1944 entstandener, US-amerikanischer Liebesfilm von William A. Seiter mit Joan Fontaine in der Titelrolle. Die vier um sie balzenden Männer werden von George Brent, Dennis O’Keefe, Walter Abel und Don DeFore verkörpert.

## Handlung
Die New Yorker Theaterschauspielerin Susanne (im Original: Susan) Darell kommt gerade von einer Truppenbetreuungstournee zurück. Kaum wieder daheim, erhält von dem Geschäftsmann Richard Aikens sie einen Heiratsantrag, obwohl sie ihn erst seit wenigen Wochen kennt. In ihrer Wohnung muss Richard feststellen, dass seine Herzdame bereits drei Liebhaber vor ihm besaß, deren Bilder er in ihrem Wohnzimmer ausmacht. Als sich Richard über Susans Vergangenheit wundert, beginnt er sich vorzustellen, dass die Bilder mit ihm sprechen und ihn davor warnen, dass er der Nächste sein wird, der sich per Foto auf der „Galerie“ der Ehemaligen wiederfinden wird.
Später, auf einer Party, begegnet Richard genau jenen drei Männern auf den Bildern und hört diesen aufmerksam zu, als jeder seine Geschichte erzählt, wie er Susanne kennen- und lieben gelernt hat. Die erste Erfahrungsgeschichte erzählt Roger Berton, ein Broadway-Produzent, der sich an den Tag erinnert, an dem er Susan erstmals sah: Als die durchtriebene Schauspielerin Mona Kent seinen Rhode-Island-Urlaub vermasselt, flieht Roger vor dieser Intrigantin aus seinem Urlaubshäuschen und sucht Schutz auf einer nahe gelegenen Insel. Dort trifft er Susanne, von der er sofort glaubt, dass auch sie, desgleichen Schauspielerin, eine Schlange sein müsse, die letztlich lediglich erhofft, von ihm, dem Bühnenproduzenten, tolle Rollen zu bekommen.
Roger muss jedoch bald feststellen, dass er sich in ihr geirrt hat und dass Susanne eine aufrichtige, junge Frau ist, die auch noch natürliches Schauspieltalent besitzt. Er verliebt sich in sie und beschließt, ihr die Titelrolle in seiner nächsten Aufführung von „Die heilige Johanna“ anzuvertrauen. Wieder daheim in New York, erkennt Roger jedoch, dass Susanne zu naiv für ihn ist, und die Blitzehe endet in einer ebensolchen Blitzscheidung. Der Nächste, der seine Susanne-Geschichte erzählt, ist Mike Ward, der in Montana mit Holzfällerei im großen Stil zum Millionär geworden ist. Er traf einst Susanne, als diese soeben ihre Scheidung hinter sich hatte, und verliebte sich augenblicklich in sie. Zu diesem Zeitpunkt befand sich Mike gerade in Verhandlung mit Roger, um eine Investition in dessen nächstes Theaterprojekt auszuhandeln. Susan ist nach ihrer ersten Ehe aber längst nicht mehr so naiv wie zuvor, sondern sehr kosmopolitisch geworden, mit einem starken Hang zur Lüge. Auch will sie sich vorerst nicht binden, und so verschreckt sie ganz bewusst den neuen Bewerber um ihre Gunst.
Nachdem Mike nach Montana heimgekehrt ist, lernt Susanne den nächsten Mann kennen, den Schriftsteller Bill Anthony. Er erzählt als letzter seine Geschichte mit Susanne: Kurz nachdem sie den belesenen Bill in einem Park getroffen hat, erfährt Susan eine neue Verwandlung, diesmal zu einer Intellektuellen. Ihre Romanze endet vor dem Altar. Doch ehe es zum Ehebündnis kommt, beschließt die angetrunkene Susanne, Bill nun doch nicht heiraten zu wollen. Trotz ihrer bisherigen romantischen Verstrickungen mit der launenhaften und unbeständigen Susanne kommt jeder der drei Männer zu dem Schluss, dass sie noch immer diejenige ist, in die sie sich einst verliebt hatten. Susanne zieht sorgfältig jede Zuneigung aller Männer in betracht, die sich hier versammelt haben, um anschließend dann zu Roger zurückkehren zu wollen.

## Produktionsnotizen
Oh, Susanne! entstand ab dem 26. Oktober 1944. Die Dreharbeiten wurden Ende Dezember 1944 abgeschlossen und der Film am 28. März  1945 in New York uraufgeführt. Die deutsche Premiere fand im Februar 1948 statt.
Der Film erhielt eine Oscar-Nominierung für die beste Originalgeschichte (Thomas Monroe und Laszlo Gorog, eigentlich László Görög). Edith Head entwarf die Kostüme, Hans Dreier die von Franz Bachelin ausgeführten Filmbauten. Wally Westmore zeichnete für das Makeup bzw. die Masken verantwortlich, die Spezialfotografie lag in den Händen von Farciot Edouart.

## Kritiken
Bosley Crowther schrieb in der The New York Times: „'The Affairs of Susan', wie dieser romantische Jux heißt, ist die manchmal lustige – und öfter nicht so lustige – Geschichte eines naiven kleinen Mädchens aus New England, das sich in eine schlaues Schnuckelchen verwandelt, oder besser gesagt: in vier verschiedene Arten von schlauen Schnuckelchen, abhängig vom Temperament der Herren, auf die sie sich romantischerweise einlässt. (…) Produzent Hal Wallis hätte die ganze Geschichte auf etwa eine Stunde eindampfen können und nicht auf die zwei Stunden dehnen, die der Film für alles benötigt. Man sagt, das dies Miss Fontaines erste Komödie seit fünf Jahren sei, so dass es vielleicht sein kann, dass die Dame ihre Lockerungsübungen noch nicht ganz beendet hat – auf jeden Fall ist ihre Darstellung höchst ungleich. Die Herren Brent, Abel und O' Keefe sind fähig wie immer, und auch Mr. DeFore, ein Neuling mit der Ausstrahlung eines Bauerntölpels. Kurz gesagt, 'The Affairs of Susan' wäre wahrscheinlich ein besser Spaß geworden, wenn Mr. Wallis nicht so furchtsam gewesen wäre, erst einmal das Drehbuch zu stutzen.“
Im Lexikon des internationalen Films heißt es: „Die nur gelegentlich witzige Komödie gibt Joan Fontaine Gelegenheit, ihre Wandlungsfähigkeit unter Beweis zu stellen.“

„Leidlich unterhaltsame Komödie der Schauspielerin Fontaine, die mehr Schauspielerei für ihre Beaus als auf der Bühne betreibt.“

Halliwell‘s Film Guide fand, der Film sei eine „gelegentlich witzige Komödie, entworfen als Champagner-Vehikel für seinen Star.“